# Egon Schiele – Exzesse
Egon Schiele – Exzesse é um filme de drama biográfico germanofranco-austríaco de 1981 dirigido e coescrito por Herbert Vesely. 
Foi selecionado como representante da Áustria à edição do Oscar 1982, organizada pela Academia de Artes e Ciências Cinematográficas.

## Elenco
- Mathieu Carrière – Egon Schiele
- Jane Birkin – Wally Neuzil
- Christine Kaufmann – Edith Harms
- Kristina van Eyck –  Adele Harms
- Karina Fallenstein – Tatjana von Mossig
- Ramona Leiß –   Gerti
- Marcel Ophüls – Dr Stovel
- Robert Dietl –  Benesch
- Danny Mann  – Mrs Stovel
- Guido Weiland – Herr von Mossig
- Maria Ebner – Frau Harms
- Angelika Hauff – Frau Schiele
- Helmut Dohle – Gustav Klimt
- Wolfgang Leisowsky – Arthur Roessler